# Woodbridge (California)
Woodbridge è un census-designated place degli Stati Uniti d'America, situato nella contea di San Joaquin, in California. Si trova a nord-ovest della città di Lodi, sulle rive del fiume Mokelumne. La cittadina è stata insignita del California Historical Landmark, il quale riconosce la rilevanza storica del paese in tutto lo stato della California. Prima del 2010, Woodbridge era suddivisa nei due census-designated place di North Woodbridge e South Woodbridge. 